# Minecraft (franchise)

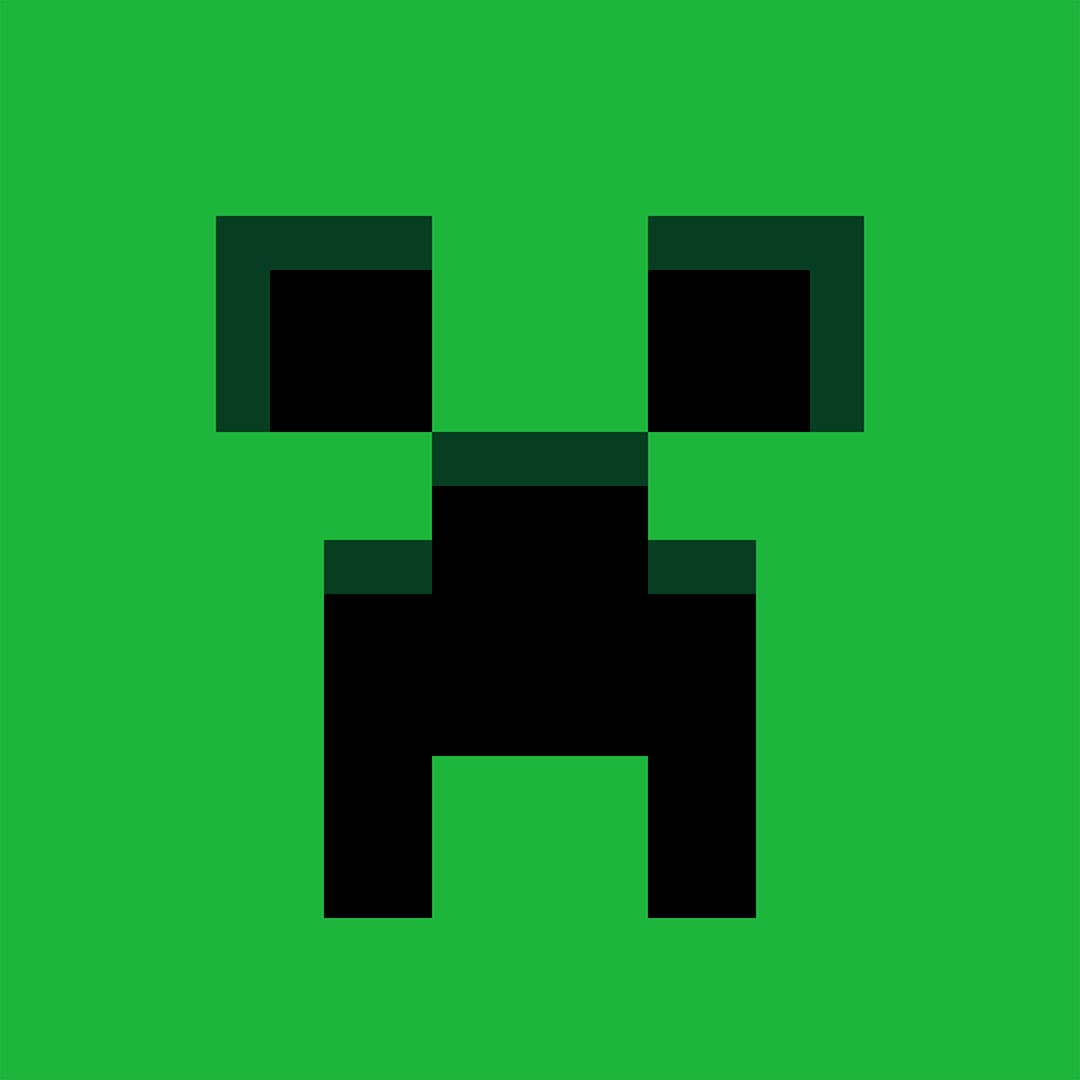
Volto del Creeper, creatura creata per errore e diventata elemento principale del gioco

Minecraft è un media franchise sviluppato in gran parte da Mojang e incentrato sull'omonimo videogioco. Si compone di cinque videogiochi, insieme a vari libri, merchandising ed eventi e un film in uscita. Microsoft ha acquisito Mojang Studios nel 2014, insieme al franchise Minecraft e alle sue edizioni.

## Minecraft
Minecraft è un gioco sandbox di sopravvivenza in 3D sviluppato e pubblicato da Mojang, che si estende su più piattaforme. È stato originariamente creato dal designer di videogiochi indipendente Markus Persson nel 2009, prima di affidare lo sviluppo a Jens Bergensten nel 2011. Il gioco non ha obiettivi specifici da raggiungere, consentendo ai giocatori una grande libertà nella scelta di come giocare. Il gameplay è nella prospettiva in prima persona, con le modalità di gioco principali che sono la sopravvivenza, in cui i giocatori devono acquisire risorse per costruire il mondo e mantenere la salute (opzionalmente con un limite "estrema", che cancella il mondo dopo la morte del giocatore); e creativa, in cui i giocatori hanno risorse illimitate, non hanno mai fame e sono in grado di volare. Il mondo di gioco è composto da blocchi, che rappresentano vari materiali, come terra, pietra, minerali, tronchi d'albero, acqua e lava, che sono disposti in una griglia tridimensionale. Il gameplay ruota attorno alla raccolta e al posizionamento di questi oggetti a piacimento del giocatore, pur essendo in grado di muoversi liberamente in tutto il mondo.

### Minecraft Education
A gennaio del 2016, Microsoft annunciò un nuovo strumento per l'istruzione tramite i videogiochi, chiamato Minecraft: Education Edition; venne ufficialmente pubblicato il 1º novembre dello stesso anno in molte aule di tutto il mondo per insegnare materie che variano dalle arti alle poesie. È infatti progettato specificamente per un uso scolastico, il quale offre agli insegnanti tutti gli strumenti di cui necessitano per utilizzare al meglio le potenzialità che possiede Minecraft.
Il concetto principale è lo stesso, un mondo sandbox aperto a chiunque. I personaggi degli studenti in Education Edition sono in grado di salvare ogni cosa: di fatto gli stessi studenti possono scaricare a casa propria il gioco, senza doverne acquistare la versione base. Infine, la grande differenza che si manifesta è che i ragazzi possono scattare foto nel gioco tramite un oggetto chiamato fotocamera. Questi scatti vengono memorizzati in un taccuino online, che può essere condiviso tra studenti.
Minecraft Education Edition non è un ambiente rigido perché consente al docente di gestirlo a seconda delle esigenze dei propri alunni, per esempio l'età, e degli obiettivi didattici ed è una piattaforma collaborativa e versatile anche per gli studenti. Prevede ambienti di supporto come wiki, forum e una Community di sostegno dedicata agli insegnanti. L'ambiente è completamente sicuro e protetto perché pensato per fini esclusivamente didattici.
Le attività ludico-didattiche interessano varie discipline inerenti soprattutto alla scuola primaria e alla scuola secondaria di primo grado: arte, geometria, chimica ma anche inglese, storia - è infatti possibile esplorare mondi antichi- geografia, attraverso il geocaching o attività di orienteering, sviluppando competenze quali problem solving, pensiero critico e creatività.
Ciò che attrae maggiormente e che funge da rinforzo è lo sviluppo di connessioni con il coding. Utilizzando ambienti di programmazione come Code.org, online dal 2013, con decine di milioni di studenti che hanno utilizzato la piattaforma, o Scratch, prodotto del MIT Media Lab, lo studente può trovare una spinta motivazionale ludica all'apprendimento del coding in compiti di realtà.
Per supportare gli insegnanti d'Italia è attivo dal 2018 un percorso di sperimentazione, la più ampia al mondo su Minecraft, e di formazione per docenti della scuola primaria e secondaria di primo grado. MineClass, questo è il nome del progetto di ricerca ideato da Indire (Istituto Nazionale di Documentazione, Innovazione e Ricerca Educativa), e da Microsoft Italia, prevede quattro fasi di intervento: preparazione per prendere confidenza con il videogioco; programmazione di un progetto didattico secondo linee guida fornite da Indire, da sperimentare poi in classe; sperimentazione di quanto progettato; restituzione finale. Per migliorare l'esperienza di apprendimento online per studenti e docenti, Microsoft ha annunciato una serie di aggiornamenti al programma Microsoft Teams che prevedono l'integrazione con Minecraft Education Edition.
Education Edition riporta alcune collaborazioni con altri editori per portare i contenuti all'interno del videogioco. Houghton Mifflin Harcourt ha sviluppato una versione completa di The Oregon Trail in Education Edition, mantenendo le caratteristiche del gioco originale e aggiungendo al contempo nuove attività educative.
Gli utenti che avviano Bedrock Edition possono attivare parte delle funzionalità di Education Edition nella sezione delle opzioni di gioco.
Il 17 gennaio 2023 la piattaforma cambia nome in Minecraft Education e adotta un nuovo logo.

## Spin-off

### Minecraft Dungeons
Minecraft Dungeons è un videogioco dungeon crawler sviluppato dalla Mojang Studios e Double Eleven. È stato pubblicato da Xbox Game Studios. È uno spin-off di Minecraft ed è stato rilasciato per Nintendo Switch, PlayStation 4, Windows e Xbox One il 26 maggio 2020. Il gioco ha ricevuto recensioni contrastanti; molti hanno ritenuto il gioco divertente e affascinante; tuttavia, il suo gameplay semplice e l'uso della generazione procedurale hanno ricevuto un'accoglienza più mista, con la sua storia breve e la mancanza di profondità criticate.

### Minecraft Legends
Minecraft Legends è un RTS ruolistico multigiocatore sviluppato da Xbox Game Studios, legato a Minecraft e ambientato nella dimensione dell'iconico "sandbox squadrettato" di Mojang. Il titolo è uscito il 18 aprile 2023 su PC, Xbox One, PlayStation 4, Nintendo Switch, PlayStation 5 e Xbox Series X/S, con approdo dal day one su Xbox e PC e Game Pass.

### Minecraft: Story Mode
Minecraft: Story Mode, un gioco spin-off a episodi sviluppato da Telltale Games in collaborazione con Mojang, è stato annunciato a dicembre 2014. Composto da cinque episodi più tre episodi aggiuntivi scaricabili, il gioco standalone è una narrativa e una scelta del giocatore guidata, e è stato rilasciato su Windows, OS X, iOS, PlayStation 3, PlayStation 4, Xbox 360, Xbox One e Netflix tramite download il 13 ottobre 2015.

### Minecraft Earth
Minecraft Earth era un gioco sandbox in realtà aumentata sviluppato da Mojang Studios e pubblicato da Xbox Game Studios. Spin-off del videogioco Minecraft, è stato annunciato per la prima volta a maggio 2019 ed era disponibile su Android, iOS e iPadOS. Il gioco permette ai giocatori di interagire con il mondo e costruire strutture e oggetti in stile Minecraft che persisteranno e potranno essere modificati da altri giocatori. Il gioco ha implementato la raccolta di risorse e molte altre funzionalità del gioco originale in un'ambientazione di realtà aumentata. Il gioco è stato distribuito in versione beta a luglio 2019.

## Altri media

### Film

#### Minecraft: The Story of Mojang(2012)
Un documentario sullo sviluppo di Mojang e Minecraft rilasciato nel dicembre 2012. Intitolato Minecraft: The Story of Mojang, il film è stato prodotto da 2 Player Productions.

#### Un film Minecraft(2025)
Un film basato sul videogioco è stato diretto da Jared Hess e nel cast ci sono Jason Momoa nel ruolo di Garrett Garrison, Jack Black nel ruolo di Steve e Danielle Brooks nel ruolo di Dawn, racconta la storia di un'adolescente e del suo gruppo di avventurieri che devono salvare il mondo dai Piglin. Il film è uscito nelle sale cinematografiche statunitensi il 4 aprile 2025 e in quelle italiane il 3 aprile.

### Serie animata
Il 30 maggio 2024 è stata annunciata una serie animata del videogioco prodotta da Netflix intitolata Minecraft - La serie animata. Per ora non c'è una data di distribuzione.

### Libri

#### Romanzi ufficiali
Il gioco ha ispirato diversi romanzi con licenza ufficiale ambientati nell'universo di Minecraft. In Italia, sono tutti pubblicati da Arnoldo Mondadori Editore.
| Titolo originale                                 | Titolo italiano                | Data di pubblicazione originale | Data di pubblicazione italiana | Autore                | Editore originale   | Editore italiano   |
| ------------------------------------------------ | ------------------------------ | ------------------------------- | ------------------------------ | --------------------- | ------------------- | ------------------ |
| Minecraft: The Island                            | Minecraft: L'isola             | 18 luglio 2017                  | 21 novembre 2017               | Max Brooks            | Del Rey Books       | Edizioni Mondadori |
| Minecraft: The Crash                             | Minecraft: Lo scontro          | 10 luglio 2018                  | 28 agosto 2018                 | Tracey Baptiste       | Del Rey Books       | Edizioni Mondadori |
| Minecraft: The Lost Journals                     | Minecraft: L'incantatore       | 9 luglio 2019                   | 29 ottobre 2019                | Mur Lafferty          | Del Rey Books       | Edizioni Mondadori |
| Minecraft: The End                               | Minecraft: Il nemico           | 3 dicembre 2019                 | 27 ottobre 2020                | Catherynne M. Valente | Del Rey Books       | Edizioni Mondadori |
| Minecraft: The Voyage                            | Minecraft: Il viaggio          | 5 maggio 2020                   | 9 novembre 2021                | Jason Fry             | Del Rey Books       | Edizioni Mondadori |
| Minecraft Dungeons: The Rise of the Arch-Illager | Minecraft Dungeons: Le origini | 7 luglio 2020                   | 16 febbraio 2021               | Matt Forbeck          | Del Rey Books       | Edizioni Mondadori |
| Minecraft: The Shipwreck                         | Minecraft: Il relitto          | 3 novembre 2020                 | 6 settembre 2022               | C. B. Lee             | Del Rey Books       | Edizioni Mondadori |
| Minecraft: The Mountain                          | Minecraft: La montagna         | 2 marzo 2021                    | 8 marzo 2022                   | Max Brooks            | Del Rey Books       | Edizioni Mondadori |
| Minecraft: The Dragon                            | Minecraft: Il drago            | 6 luglio 2021                   | 21 marzo 2023                  | Nicky Drayden         | Del Rey Books       | Edizioni Mondadori |
| Minecraft: Mob Squad                             | TBA                            | 28 settembre 2021               | TBA                            | Delilah S. Dawson     | Del Rey Books       | TBA                |
| Minecraft: The Haven Trials                      | TBA                            | 7 dicembre 2021                 | TBA                            | Suyi Davies           | Del Rey Books       | TBA                |
| Minecraft: Mob Squad: Never Say Nether           | TBA                            | 1 marzo 2022                    | TBA                            | Delilah S. Dawson     | Del Rey Books       | TBA                |
| Minecraft: Zombies!                              | TBA                            | 5 luglio 2022                   | TBA                            | Nick Eliopulos        | Del Rey Books       | TBA                |
| Minecraft: Mob Squad: Don't Fear the Creeper     | TBA                            | 1 novembre 2022                 | TBA                            | Delilah S. Dawson     | Del Rey Books       | TBA                |
| Minecraft: Castle Redstone                       | TBA                            | 29 novembre 2022                | TBA                            | Sarwat Chadda         | Del Rey Books       | TBA                |
| Minecraft Legends: Return of the Piglins         | TBA                            | 7 marzo 2023                    | TBA                            | Matt Forbeck          | Random House Worlds | TBA                |
| Minecraft: Zombies Return!                       | TBA                            | 18 luglio 2023                  | TBA                            | Nick Eliopulos        | Random House Worlds | TBA                |
| Minecraft: The Village                           | TBA                            | 3 ottobre 2023                  | TBA                            | Max Brooks            | Random House Worlds | TBA                |
| Romanzo di Minecraft senza titolo                | TBA                            | 5 dicembre 2023                 | TBA                            | TBA                   | Random House Worlds | TBA                |
| Minecraft: Journey to the Ancient City           | TBA                            | 5 marzo 2024                    | TBA                            | Danny Lore            | Random House Worlds | TBA                |

#### Libri per bambini
Dal videogioco sono anche stati tratto diversi fumetti ufficiali, nonché una seconda serie di romanzi ufficiali ma che segue una storia completamente diversa, intitolata Le cronache della spada, rivolta a un pubblico più giovane della prima. Anche questi sono stati portati in Italia da Arnoldo Mondadori Editore.

##### SerieMinecraft: Le cronache della spada
| Titolo                   | Data di pubblicazione americana | Autore         | Audioletto da | Illustratore | Editore americano             |
| ------------------------ | ------------------------------- | -------------- | ------------- | ------------ | ----------------------------- |
| Squadra Mob!             | 26 marzo 2019                   | Nick Eliopulos | Keylor Leigh  | Luke Flowers | Random House Children's Books |
| La notte dei pipistrelli | 26 marzo 2019                   | Nick Eliopulos | Keylor Leigh  | Luke Flowers | Random House Children's Books |
| Un oceano di guai!       | 3 settembre 2019                | Nick Eliopulos | Keylor Leigh  | Luke Flowers | Random House Children's Books |
| Evocatore in fuga        | 7 gennaio 2020                  | Nick Eliopulos | Keylor Leigh  | Alan Batson  | Random House Children's Books |
| Sfida Dungeon            | 7 luglio 2020                   | Nick Eliopulos | Keylor Leigh  | Chris Hill   | Random House Children's Books |
| All'ultimo blocco!       | 5 gennaio 2021                  | Nick Eliopulos | Keylor Leigh  | Chris Hill   | Random House Children's Books |

##### SerieMinecraft: Stonesword Saga
| Titolo                 | Data di pubblicazione | Autore         | Audioletto da | Illustratore             | Editore americano             |
| ---------------------- | --------------------- | -------------- | ------------- | ------------------------ | ----------------------------- |
| Crack in the Code!     | 25 maggio 2021        | Nick Eliopulos | Keylor Leigh  | Alan Batson e Chris Hill | Random House Children's Books |
| Mobs Rule!             | 4 gennaio 2022        | Nick Eliopulos | Keylor Leigh  | Alan Batson e Chris Hill | Random House Children's Books |
| New Pets on the Block  | 28 giugno 2022        | Nick Eliopulos | Keylor Leigh  | Alan Batson e Chris Hill | Random House Children's Books |
| To Bee, Or Not To Bee! | 3 gennaio 2023        | Nick Eliopulos | Keylor Leigh  | Alan Batson e Chris Hill | Random House Children's Books |
| The Golem's Game!      | 2 maggio 2023         | Nick Eliopulos | TBA           | Alan Batson e Chris Hill | Random House Children's Books |

Per celebrare Minecraft Dungeons, è stato pubblicato un libro unico intitolato Minecraft Dungeons: Le Origini.

##### SerieMinecraft
| Titolo                  | Data di pubblicazione americana | Autore         | Illustratore | Editore americano             |
| ----------------------- | ------------------------------- | -------------- | ------------ | ----------------------------- |
| Modalità sopravvivenza  | 25 maggio 2021                  | Nick Eliopulos | Alan Batson  | Random House Children's Books |
| Mobs in the Overworld!  | 15 giugno 2021                  | Nick Eliopulos | Alan Batson  | Random House Children's Books |
| Escape from the Nether! | 4 gennaio 2022                  | Nick Eliopulos | Alan Batson  | Random House Children's Books |
| The Sky's the Limit!    | 3 gennaio 2023                  | Nick Eliopulos | Alan Batson  | Random House Children's Books |

##### SerieMobs of Minecraft
| Titolo                 | Data di pubblicazione americana | Autore          | Illustratore | Editore americano             |
| ---------------------- | ------------------------------- | --------------- | ------------ | ----------------------------- |
| Beware the Creeper!    | 8 marzo 2022                    | Christy Webster | Alan Batson  | Random House Children's Books |
| I Survived a Skeleton! | 3 maggio 2022                   | Christy Webster | Alan Batson  | Random House Children's Books |
| Mysterious Mooshroom   | 2 maggio 2023                   | Christy Webster | Alan Batson  | Random House Children's Books |

#### Romanzi a fumetti

##### SerieMinecraft
| Titolo                                                  | Data di pubblicazione americana | Autore         | Illustratore                 | Editore americano                  |
| ------------------------------------------------------- | ------------------------------- | -------------- | ---------------------------- | ---------------------------------- |
| Minecraft. Il fumetto ufficiale                         | 4 giugno 2019                   | Sfé R. Monster | Sarah Graley                 | Dark Horse Comics e Mojang Studios |
| Minecraft. Blocco ai bulli. Il fumetto ufficiale        | 21 ottobre 2020                 | Sfé R. Monster | Sarah Graley                 | Dark Horse Comics e Mojang Studios |
| Minecraft. La forza dell'amicizia. Il fumetto ufficiale | 3 novembre 2021                 | Sfé R. Monster | Sarah Graley e Stef Purenins | Dark Horse Comics e Mojang Studios |

##### SerieMinecraft: Wither Without You
| Titolo                                   | Data di pubblicazione americana | Autore          | Illustratore    | Editore americano                  |
| ---------------------------------------- | ------------------------------- | --------------- | --------------- | ---------------------------------- |
| Minecraft. Caccia al Wither              | 22 aprile 2020                  | Kristen Gudsnuk | Kristen Gudsnuk | Dark Horse Comics e Mojang Studios |
| Minecraft: Wither Without You - Volume 2 | 26 maggio 2021                  | Kristen Gudsnuk | Kristen Gudsnuk | Dark Horse Comics e Mojang Studios |
| Minecraft: Wither Without You - Volume 3 | 14 giugno 2022                  | Kristen Gudsnuk | Kristen Gudsnuk | Dark Horse Comics e Mojang Studios |

##### SerieMinecraft: Open World
| Titolo                                  | Data di pubblicazione | Autore            | Illustratore      | Editore                            |
| --------------------------------------- | --------------------- | ----------------- | ----------------- | ---------------------------------- |
| Minecraft: Open World - Into the Nether | 6 dicembre 2022       | Stephanie Ramirez | Stephanie Ramirez | Dark Horse Comics e Mojang Studios |

#### Altri libri
Minecraft: la storia di Markus Notch Persson e del gioco che ha cambiato tutto è un libro scritto da Daniel Goldberg e Linus Larsson sulla storia di Minecraft e del suo creatore, Markus "Notch" Persson. Il libro è stato pubblicato il 17 ottobre 2013. Un graphic novel ambientato nel franchise di Minecraft, Trayaurus and the Enchanted Crystal, è stato pubblicato da youtuber DanTDM nell'ottobre 2016, raggiungendo il primo posto nell'elenco dei best seller del New York Times per i libri grafici con copertina rigida e rimanendo lì per undici settimane consecutive..
Dalla serie è stato tratto Minecraft: il libro delle barzellette, nonché diversi libri con adesivi.

### Manuali e guide
A partire dal 26 novembre 2013, alcuni autori hanno pubblicato vari manuali e guide di Minecraft sotto il nome di Minecraft Books. I libri sono stati pubblicati da Scholastic dal 2013 al 2015 e da Del Rey Books dal 2016. Inoltre nel 2013 e dal 2016 ad oggi sono stati pubblicati libri annuali contenenti giochi, challenge e informazioni riguardanti il franchise di Minecraft, chiamati appunto Minecraft Annuals. Alcune di queste opere sono anche state portate in Italia, sempre da Mondadori.

#### Manuali
| Titolo                              | Data di pubblicazione | Autore                                           | Editore    |
| ----------------------------------- | --- | ------------------------------------------------ | ---------- |
| Minecraft: La guida fondamentale    | 26 novembre 2013 (originale americana) 2014 (versione italiana) 28 luglio 2015 (versione aggiornata americana) 24 febbraio 2016 (versione aggiornata italiana) | Stephanie Milton, Paul Soares Jr. e Jordan Maron | Scholastic |
| Minecraft: Guida alla Redstone      | 25 marzo 2014 (originale) 28 luglio 2015 (aggiornato) 14 marzo 2023 (italiana)                                                                                 | Nick Farwell                                     | Scholastic |
| Minecraft: Manuale di combattimento | 26 agosto 2014 (originale) 28 luglio 2015 (aggiornata americana) 20 ottobre 2015 (italiana)                                                                    | Stephanie Milton                                 | Scholastic |
| Minecraft: Manuale del costruttore  | 26 agosto 2014 (originale) 28 luglio 2015 (aggiornata) 20 ottobre 2015 (italiana)                                                                              | Matthew Needler e Phil Southam                   | Scholastic |

#### Guide
| Titolo                                                                | Data di pubblicazione | Autore | Editore       |
| --------------------------------------------------------------------- | --- | --- | ------------- |
| Minecraft: Guida alla sopravvivenza/Minecraft: Guida all'esplorazione | 30 maggio 2017 (come Guide to Exploration) 20 giugno 2017 (versione italiana, come Guida all'esplorazione") 7 aprile 2020 (come Guide to Survival) 4 ottobre 2022 (versione aggiornata di Guide to Survival) 26 settembre 2023 (versione aggiornata di Guide to Exploration) 14 marzo 2023 (versione italiana aggiornata di Guide to Exploration) | Stephanie Milton, Marsh Davies e Owen Jones (versione originale) Thomas McBrien (versione aggiornata di Guide to Survival) TBA (versione aggiornata di Guide to Exploration) | Del Rey Books |
| Minecraft: Guida alla creatività                                      | 30 maggio 2017 (originale) 20 giugno 2017 (italiana) 9 novembre 2021 (aggiornata) 2022 (aggiornata italiana) | Craig Jelley, Stephanie Milton, Marsh Davies e Owen Jones (versione originale) Thomas McBrien (versione aggiornata)                                                          | Del Rey Books |
| Minecraft: Guida al Nether e all'End                                  | 29 agosto 2017 (originale) 24 ottobre 2017 (italiana) | Stephanie Milton, Marsh Davies e Owen Jones | Del Rey Books |
| Minecraft: Guida alla Redstone                                        | 3 ottobre 2017 (originale) 2017 (italiana) 22 novembre 2022 (aggiornato) | Craig Jelley e Marsh Devies (versione originale) N/A (versione aggiornata)                                                                                                   | Del Rey Books |
| Minecraft: Guida a incantesimi e pozioni                              | 22 maggio 2018 (originale) 24 luglio 2018 (italiana) | Stephanie Milton e Marsh Davies | Del Rey Books |
| Minecraft: Guida ai minigiochi PVP                                    | 3 luglio 2018 (originale) 24 luglio 2018 (italiana) | Stephanie Milton e Graig Jelley | Del Rey Books |
| Minecraft: Guida al farming                                           | 9 ottobre 2018 (originale) 2018 (italiana) | Alex Wiltshire | Del Rey Books |
| Minecraft: Guida alla sopravvivenza acquatica                         | 29 ottobre 2019 (originale) 21 gennaio 2020 (italiana) | Stephanie Milton | Del Rey Books |
| Minecraft: Guida al combattimento                                     | 16 novembre 2021 (originale) 2022 (italiana) | Craig Jelley | Del Rey Books |

#### Guide di costruzione
| Titolo                                       | Data di pubblicazione                                    | Autore           | Editore       |
| -------------------------------------------- | -------------------------------------------------------- | ---------------- | ------------- |
| Minecraft: Fortezza medievale                | 8 novembre 2016 (originale) 2016 (italiana)              | Craig Jelley     | Del Rey Books |
| Minecraft: Costruiamo! Tutti al Luna Park    | 4 giugno 2019 (originale) 23 luglio 2019 (italiana)      | Stephanie Milton | Del Rey Books |
| Minecraft: Costruiamo! Nel paese degli zombi | 24 settembre 2019 (originale) 29 ottobre 2019 (italiana) | Ed Jefferson     | Del Rey Books |
| Minecraft: Epic Bases                        | 6 ottobre 2020                                           | Thomas McBrien   | Del Rey Books |
| Minecraft: Bite-Size Builds                  | 4 maggio 2021                                            | Thomas McBrien   | Del Rey Books |
| Minecraft: Amazing Bite-Size Builds          | 31 maggio 2022                                           | N/A              | Del Rey Books |
| Epic Inventions                              | 1 novembre 2022                                          | Thomas McBrien   | Del Rey Books |
| Minecraft: Master Builds                     | 13 dicembre 2022                                         | Tom Stone        | Del Rey Books |
| Minecraft: Super Bite-Size Builds            | 9 maggio 2023                                            | TBA              | Del Rey Books |
| Bite-Size Challenges                         | 5 settembre 2023                                         | TBA              | Del Rey Books |
| Minecraft: Mobspotter's Guide                | 3 ottobre 2023                                           | TBA              | Del Rey Books |

#### Altre guide
| Titolo                                                                       | Data di pubblicazione                                      | Autore                                                                 | Editore                                           |                  |
| ---------------------------------------------------------------------------- | ---------------------------------------------------------- | ---------------------------------------------------------------------- | ------------------------------------------------- | ---------------- |
| Minecraft: Blockopedia                                                       | 24 febbraio 2015 (originale) 23 novembre 2021 (aggiornato) | Alex Wiltshire (versione originale) Craig Jelley (versione aggiornata) | Scholastic (originale) Del Rey Books (aggiornato) |                  |
| Minecraft: The Survivors' Book of Secrets                                    | 9 agosto 2016                                              | Stephanie Milton                                                       | Del Rey Books                                     |                  |
| Minecraft - Mobestiary. La guida illustrata a tutte le creature di Minecraft | 10 ottobre 2017 (americana) 16 ottobre 2018 (italiana)     | Alex Wiltshire                                                         | Del Rey Books                                     |                  |
| Minecraft. La mia prima guida                                                | 9 luglio 2019 (americana) 3 settembre 2019 (italiana)      | Stephanie Milton                                                       | Del Rey Books                                     |                  |
| Minecraft: Mappe                                                             | 8 ottobre 2019 (originale) 29 ottobre 2019 (italiana)      | Stephanie Milton                                                       | Del Rey Books                                     | Stephanie Milton |

#### Annuali
| Titolo                              | Data di pubblicazione | Autore                                                         | Editore           |
| ----------------------------------- | --------------------- | -------------------------------------------------------------- | ----------------- |
| Minecraft: The Official Annual 2014 | 18 settembre 2013     | Jane Riordan, Stephanie Milton, Nick Farwell e Paul Soares Jr. | Egmont Publishing |
| The Official Minecraft Annual 2017  | 6 ottobre 2016        | Stephanie Milton                                               | Egmont Publishing |
| The Official Minecraft Annual 2018  | 7 settembre 2017      | Marsh Davies e Tom Stone                                       | Egmont Publishing |
| Minecraft Annual 2019               | 9 agosto 2018         | Stephanie Milton                                               | Egmont Publishing |
| Minecraft Annual 2020               | 5 settembre 2019      | Stephanie Milton e Jane Riordan                                | Egmont Publishing |
| Minecraft Annual 2021               | 3 settembre 2020      | Dan Whitehead e Thomas McBrien                                 | Egmont Publishing |
| Minecraft Annual 2022               | 2 settembre 2021      | Dan Whitehead                                                  | Farmont           |
| Minecraft Annual 2023               | 1 settembre 2022      | Thomas McBrien                                                 | Farmont           |
| Minecraft Annual 2024               | 3 agosto 2023         | TBA                                                            | Farmont           |

### Giochi da tavolo

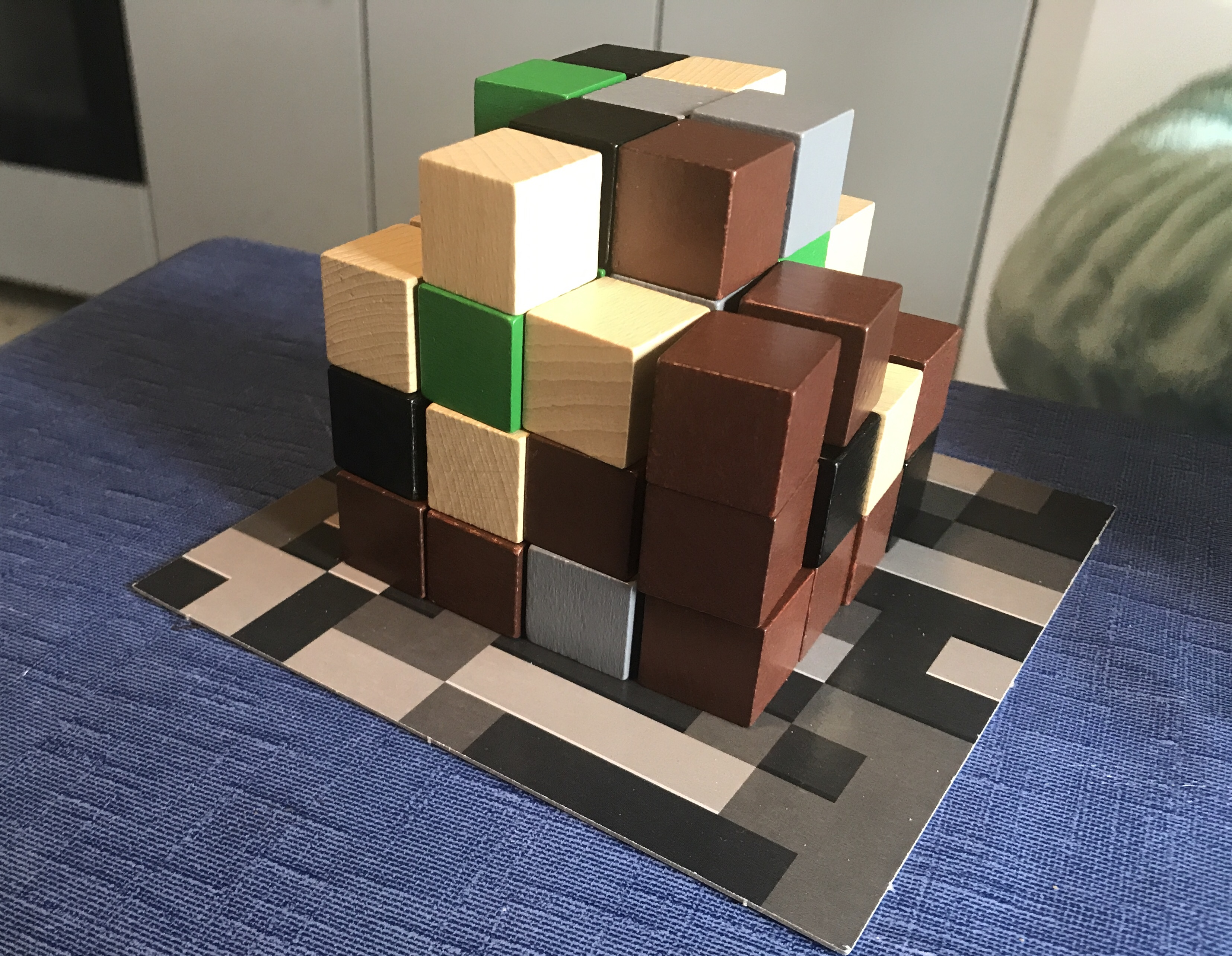
Blocchi del gioco da tavolo "Minecraft: Builders & Biomes"

Nel 2019 l'editore tedesco Ravensburger pubblica il gioco da tavolo di Ulrich Blum Minecraft: Builders & Biomes. È un gioco in cui i giocatori, come nel videogioco originale, esplorano il Sopramondo, costruiscono strutture e risorse minerarie, guadagnando punti per le strutture e i più grandi biomi collegati di foresta, deserto, montagna o spazi di tundra nevosi sulle loro plance.

### LEGO
A partire dal 6 giugno 2012 la LEGO ha prodotto e distribuito dei set ispirati a Minecraft, rappresentanti l'ambiente di Minecraft, un Villaggio di NPC e il Nether.
Set ispirati all'adattamento cinematografico Un Film Minecraft sono stati annunciati il 28 Gennaio 2025 e rilasciati l'1 Marzo dello stesso anno.

## Successi notabili
Alla fine del 2021, i contenuti nel franchise di Minecraft hanno raggiunto un trilione di visualizzazioni su YouTube.
Al 2023, è il videogioco più venduto di tutti i tempi con 300 000 000 copie vendute.